# Thorunn Egilsdottir

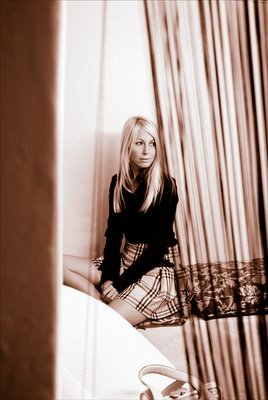
Thorunn Egilsdottir (2007)

Thorunn Egilsdottir (isländisch Þórunn Egilsdóttir; * 3. März 1975 in Luxemburg), meist einfach nur Thorunn genannt, ist eine luxemburgisch-isländische Sängerin, Schauspielerin, Fernseh- und Radiomoderatorin.

## Biographie
1975 als Kind isländischer Eltern in Luxemburg geboren, ging Thorunn 1989 mit ihren Eltern wieder nach Island zurück. 1996 fing sie in Aix-en-Provence in Frankreich ein Literaturstudium an und arbeitete danach im Privatbankensektor in Luxemburg. Nach einem erfolgreichen Casting arbeitete sie mehrere Jahre beim Fernsehsender RTL Télé Lëtzebuerg als Moderatorin, ehe sie zum Verlagshaus Saint-Paul Luxembourg wechselte, wo sie als Moderatorin bei Radio DNR und als Kolumnistin bei der Zeitschrift Télécran arbeitete.
Neben ihrer Arbeit in der Medienbranche veröffentlichte Thorunn drei Studioalben und mehrere Singles, darunter Complicated, Bandits, The Moment in Between und Gone, Gone, Gone, die viel Airplay in Luxemburg erhielten. Als Schauspielerin übernahm sie mehrere kleinere Rollen in Spielfilmen. 2013 nahm sie an der dritten Staffel der deutschen Gesangs-Castingshow The Voice of Germany teil und kam unter die besten 24 Teilnehmer.
Ab 2010 war sie mit dem dänischen Kulturjournalisten Thomas Schoos verheiratet.
2014 nahm Thorunn mit drei Musikern unter dem Namen When 'Airy Met Fairy eine EP mit dem gleichen Namen auf.

## Diskografie

### Alben
- 2006: The Moment in Between
- 2008: Superfishreality
- 2010: The Jar

### Ep
- 2014: When 'Airy met Fairy (als: When 'Airy met Fairy)

### Singles
- 2003: Complicated
- 2006: Bandits
- 2006: The Moment in Between
- 2007: Planet of Happiness
- 2007: One Day
- 2008: Lovestory
- 2009: Ghost
- 2012: Gone, Gone, Gone
- 2013: The Scientist
- 2014: Intoxicated

### Als Gastsängerin
- 2007: The Luscious Ladies Project (Album)
- 2008: Bandits (SixPax feat. Thorunn)
- 2009: Why (Cico feat. Thorunn)

## Filmografie
- 2004: Autobahnraser
- 2004: La Revanche
- 2009: House of Boys